# Gale Harold
Gale Morgan Harold III (* 10. července 1969 Atlanta, Georgie) je americký herec, účinkující v seriálech Queer as Folk, Deadwood, Zoufalé manželky, Chirurgové, Tajemství kruhu a Defiance.
Harold se narodil v Atlantě ve státě Georgie. Jeho otec byl inženýr a matka realitní agentka. Má starší sestru a mladšího bratra.
Jeho rodiče byli silně věřící a Gale musel v patnácti letech odejít žít na nějaký čas do kláštera.
Po odmaturování na The Lovett School, Harold začal studovat na Americké univerzitě ve Washingtonu, DC, fotbal. Pracoval jako číšník, barman a mechanik motorek.
V roce 1997 mu kamarádka, Susan Landau, dcera herce Martina Landau, navrhla, aby zkusil herectví. Přestěhoval se do Los Angeles a začal se 3 roky intenzivně učit herectví. Ve 28 letech byl přijat na Actors Conservatory Program s hereckou společností A Noise Within.Poprvé si v divadle zahrál roli Bunnyho v produkci Gillian Plowman Me and My Friend.

## Filmografie

### Film
| Rok  | Název                        | Role                         | Poznámky            |
| ---- | ---------------------------- | ---------------------------- | ------------------- |
| 2000 | 36K                          | Booker O'Brien               |                     |
| 2001 | Mental Hygiene               | David Ryan                   | krátkometrážní film |
| 2003 | Particles of Truth           | Morrison Wiley               |                     |
| 2003 | Rhinoceros Eyes              | Det. Phil Barbara            |                     |
| 2003 | Wake                         | Kyle Riven                   |                     |
| 2005 | The Unseen                   | Harold                       |                     |
| 2005 | Life on the Ledge            | Chaz                         |                     |
| 2006 | Falling for Grace            | Andrew James Barrington, Jr. |                     |
| 2007 | Scott Walker: 30 Century Man | —                            | dokumentární film   |
| 2009 | Passenger Side               | Karl                         |                     |
| 2010 | Fertile Ground               | Nate Weaver                  |                     |
| 2011 | Low Fidelity                 | Ted                          |                     |
| 2011 | Rehab                        | Dr. Daniel Brody             |                     |
| 2013 | The Spirit Game              | Reggie                       | krátkometrážní film |
| 2013 | Cafe Attitude                | Číšník                       | krátkometrážní film |
| 2013 | The Being Experience         | —                            |                     |
| 2014 | Field of Lost Shoes          | Charles Semple               |                     |
| 2014 | Thirst                       | John                         | krátkometrážní film |
| 2014 | In my mirror                 | —                            | dokumentární film   |
| 2014 | Echo Park                    | Simon                        |                     |
| 2014 | Andron: The Black Labyrinth  | —                            |                     |
| 2015 | Mari Celeste                 | Jeremy                       | krátkometrážní film |
| 2015 | Kiss Me, Kill Me             | Stephen Redding              |                     |
| 2015 | Weepah Way for Now           | Agent                        |                     |
| 2016 | The Green Bench              | Otec                         | krátkometrážní film |
| 2018 | The Betrothed                | Eric                         | krátkometrážní film |
| 2018 | Black Ice                    | Chad Bing                    | krátkometrážní film |

### Televize
| Rok       | Název                                     | Role                | Poznámky                                                  |
| --------- | ----------------------------------------- | ------------------- | --------------------------------------------------------- |
| 2000–2005 | Queer as Folk                             | Brian Kinney        | hlavní role, 83 dílů                                      |
| 2003      | Street Time                               | Geoff Beddoes       | 2 díly                                                    |
| 2003      | Zákon a pořádek: Útvar pro zvláštní oběti | Dr. Garrett Lang    | díl: „Perfect“                                            |
| 2005      | Mezi otci a syny                          | Elliott             | TV film                                                   |
| 2005      | Martha: Behind Bars                       | Peter Bacanovic     | TV film                                                   |
| 2006      | Jednotka zvláštního určení                | Rory                | díly: „Za věrné služby“ a „Neohlášený“                    |
| 2006      | Deadwood                                  | Wyatt Earp          | díly: „Leviathan se usmívá“ a „Noc amatérů“               |
| 2006      | Spiknutí                                  | agebt Graham Kelton | hlavní role, 8 dílů                                       |
| 2007      | Chirurgové                                | Shane               | díly: „Marná pomoci snaha 1/2“ a „Marná pomoci snaha 2/2“ |
| 2008–2009 | Zoufalé manželky                          | Jackson Braddock    | 14 dílů                                                   |
| 2010      | Kriminálka New York                       | Kevin Scott         | díl: „Úhel pohledu“                                       |
| 2010–2011 | Superkočky                                | Julian Parrish      | 9 dílů                                                    |
| 2011–2012 | Tajemství kruhu                           | Charles Mead        | hlavní role, 6 dílů                                       |
| 2013–2014 | Defiance                                  | Connor Lang         | 4 díly                                                    |
| 2016      | Adoptable                                 | Leland Elizabeths   | díl: „About You“                                          |
| 2018      | Myšlenky zločince                         | Dr. Daryl Wright    | díl: „Broken Wing“                                        |

### Divadlo
| Rok       | Název                           | Role               | Poznámky |
| --------- | ------------------------------- | ------------------ | -------- |
| 1997–1998 | Me and my friend                | Bunny              |          |
| 1997–1998 | La Indian Queen                 | turista            |          |
| 1999–2000 | Cymbelín                        |                    |          |
| 1999–2000 | The Misanthrope                 |                    |          |
| 1999–2000 | Miss Julie                      | Jean               |          |
| 1999–2000 | Sweet Birth of Youth            | Wayne              |          |
| 1999–2000 | The Importance of Being Earnest | Algernon Moncrieff |          |
| 1999–2000 | Long Day's Journey Into Night   | Edmund             |          |
| 2001      | Uncle Bob                       | Josh               |          |
| 2006–2007 | Suddenly Last Summer            | Dr. Cukrowicz      |          |
| 2010      | Orpheus Descending              | Valentine Xavier   |          |
| 2013      | Rocco Rosso Riche               | Rocco Rosso        |          |